# Milda Sauliūtė
Milda Sauliūtė (Vilnius, 28 agosto 1981) è una cestista lituana.
Alta 175 cm, gioca come guardia.

## Carriera
Con la Lituania ha disputato tre edizioni dei Campionati europei (2007, 2009, 2011).